# Baggaarthof
Het Baggaarthof, tevens Pecsteenhoeve genoemd, in de volksmond ook bekend als Spookhof of Verdoemde Hoeve, was een boerenhoeve in het Wullebos op de grens van Klein-Sinaai en Moerbeke in de Belgische provincie Oost-Vlaanderen. Op de plaats van de hoeve wordt archeologisch onderzoek gedaan. De hoeve is echter vooral bekend door een aantal spookverhalen.

## Geschiedenis
Het Baggaarthof werd rond 1700 in een bosachtig gebied gebouwd. De gronden waren in het bezit van de Abdij van Boudelo. Het was een vrij grote boerenhof, met een varkensstal en een houten schuur met rieten dak. De hoeve werd altijd door pachters bewoond, boeren die de hoeve en het omliggende land huurden van de eigenaar. In de Franse tijd werden de kerkelijke goederen verbeurd verklaard. Hierna werd de hoeve gekocht door de Franse graaf van Pas. Deze financierde hierop de bouw van de kerk en de katholieke school in Klein-Sinaai. De hoeve werd in 1943 afgebroken. Hij komt voor op militaire kaarten uit 1938–1939 en 1944, hoewel de hoeve in dat laatste jaar al niet meer bestond. De plek van de hoeve is tegenwoordig privéterrein.
De naam "Pecsteenhoeve" verwijst mogelijk naar een baron Simon van Peksteen, die in de 16e eeuw, dus voor de bouw van de hoeve, van keizer Karel V landerijen in dit gebied zou hebben gekregen.

## Spookverhalen
Rondom het Baggaarthof bestaan een aantal spookverhalen. De meeste gaan over sterfgevallen onder dieren, een boerenknecht die ronddwaalde als weerwolf, een boerengezin dat overleed aan onverklaarde brandwonden en een arbeider die door een verrot dak viel. Enkele van deze verhalen kunnen waarschijnlijk worden verklaard als gevallen van miltvuur onder mensen en dieren.